# Thomas Penyngton Kirkman
Thomas Penyngton Kirkman, angleški matematik, * 31. marec 1806, Bolton pri Manchestru, Anglija, † 4. februar 1895, Bowdon pri Manchestru.

## Življenje in delo
Kirkman je moral pri 14. letih zapustiti klasično gimnazijo, čeprav se je zelo dobro izkazal. Najpej je delal v očetovi pisarni, nazadnje pa je odšel študirati matematiko, filozofijo in naravoslovne znanosti v Dublin.
V kombinatoriki je znan njegov problem o učenki. Leta 1846 je začel študirati sisteme trojic (tripletov), ki jih je nadaljeval Jakob Steiner. Kirkmanov problem obravnava konstrukcijo razložljivih Steinerjevih trojic. V posebnem primeru se ga lahko obravnava kot: učitelj bi rad vsak dan peljal na izlet 15 učenk. Učenke razdeli v 5 vrst po 3. Ali lahko v 7 zaporednih dnevih razporedi učenke tako, da nobena ne bo večkrat kot enkrat v isti trojki s katero koli učenko. Ena rešitev Kirkmanovega problema je:
```
 ( 1, 2, 5), ( 3,14,15), ( 4, 6,12), ( 7, 8,11), ( 9,10,13) 
 ( 1, 3, 9), ( 2, 8,15), ( 4,11,13), ( 5,12,14), ( 6, 7,10) 
 ( 1, 4,15), ( 2, 9,11), ( 3,10,12), ( 5, 7,13), ( 6, 8,14) 
 ( 1, 6,11), ( 2, 7,12), ( 3, 8,13), ( 4, 9,14), ( 5,10,15) 
 ( 1, 7,14), ( 2, 4,10), ( 3, 5,11), ( 6,13,15), ( 8, 9,12) 
 ( 1, 8,10), ( 2,13,14), ( 3, 4, 7), ( 5, 6, 9), (11,12,15) 
 ( 1,12,13), ( 2, 3, 6), ( 4, 5, 8), ( 7, 9,15), (10,11,14)
```

Znano je, da rešitev Kirkmanovega problema za poljubni n ne obstaja. Kirkmanov problem je poseben primer množic (shem) modelov BIB (balanced incomplete block) {\displaystyle T={1,2,...,\upsilon }}, kjer je za k= 3 Steinerjeva trojica. V razredu je v splošnem {\displaystyle \upsilon } učenk. To vodi do konstrukcije rešljive sheme BIB z {\displaystyle \upsilon =6t+3,b=(2t+1)(3t+1),r=3t+1,k=3,\lambda =1}. Rešitve so bile znane samo za velika števila posebnih vrednosti t dokler nista popolne splošne rešitve leta 1970 našla Dwijendra K. Ray-Chandhuri in R. M. Wilson.
Raziskoval je posplošitve kvaternionov, ki jih je v tem času uvedel William Rowan Hamilton.
Leta 1857 so ga izbrali za člana Kraljeve družbe v Londonu.